# 施家倫
施家倫（葡萄牙語：Si Ka Lon，1977年12月1日—），籍貫福建晉江衙口。現任第十三屆澳區全國人大代表、第六屆及現任第七屆澳門立法會議員（直選）、政治人物、清華大學比較政治學博士。

## 生平經歷
施家倫籍貫福建晉江衙口，他在1980年代初隨父母去澳門定居，並由1990年代中從職場轉投商業活動。
2006年開始，施家倫逐步淡出商圈，轉而積極參與多個社團活動。2010年，他全心投入社團參加民眾建澳聯盟。2013年，施家倫獲選澳門第五屆立法會直選議員，於2017年第六屆立法會直選連任。2021年第七屆立法會直選再度成功連任。
2017年，施家倫當選為第十三屆全國人大代表。